# Kwan (Band)
Kwan ist eine finnische Pop- und Hip-Hop-Gruppe, die in englischer Sprache singt. Ihre erfolgreichsten Lieder sind Late und Rain.

## Bandgeschichte
Kwan entstand aus einer Idee von Antti Eräkangas und Pauli Rantasalmi, dem Gitarristen von The Rasmus. Nach der Veröffentlichung deren dritten Studioalbums Hell of a Tester hatten sich die Mitglieder von The Rasmus entschieden, reine Rockmusik zu machen und spielerische Elemente und Ausflüge in andere Genres wie Funk, Reggae und Hip-Hop aus ihren Liedern wegzulassen. Darauf entschloss sich Rantasalmi, mit Eräkangas eine Band zu gründen, in der er nicht ins Schema von The Rasmus passende Ideen verarbeiten konnte. Mit Ossi Tidiane Ba alias „Tidjan“ fand sich auch rasch ein Sänger.
Das Debütalbum von Kwan Dynasty entstand in Rantasalmis kleinen Soundgrotto-Studio. In einem Interview mit finnischen Magazin Soundi erzählte Rantasalmi, dass Kwan damals für „echte“ Hip-Hoper eine Art Schimpfwort war, da die Musik melodisches Singen beinhaltete. Dennoch erreichte das Album nach seiner Veröffentlichung am 18. April 2001 Platz 6 in den finnischen Album-Charts und wurde 2001 mit Gold und 2002 für 31.989 verkaufte Einheiten mit Platin ausgezeichnet. Zudem wurde die Band bei den Emma Awards zum besten Newcomer im Bereich Dance/Hip-Hop gewählt und Dynasty zum besten Hip-Hop-Album des Jahres gewählt.
Am 25. Oktober 2002 erschien das zweite Album The Die Is Cast, das noch melodischer als das Debüt geworden war und sich bereits etwas von den Wurzeln des Hip-Hops entfernte. Nach Platz 2 in den Albumcharts, einer Platin-Auszeichnung für 61.251 verkaufte Alben innerhalb weniger Wochen, einer weiteren Emma für das Album und einer längeren Tour, legte die Band im Sommer 2003 eine Pause ein.
Im Oktober 2004 kehrte die Band mit der Single Unconditional Love zurück, der am 5. November 2004 das Album Love Beyond This World folgte. Auch dieses Album erhielt eine Emma, aufgrund der nach und nach vollzogenen Stiländerung jedoch als bestes Pop-Album.
Am 22. März 2006 erschien das bisher letzte Album von Kwan Little Notes.
Gemeinsam mit The Rasmus und der 2005 stillgelegten Pop-Rock-Gruppe Killer hat sich Kwan zu der sogenannten „Dynasty-Familie“ zusammengeschlossen, die sich gegenseitig unterstützt. In einer Kooperation der drei Bands entstand auch die Single Chillin’ At The Grotto mit Lauri Ylönen und Siiri Nordin, die auch auf dem Album The Die Is Cast enthalten ist und in den finnischen Single-Charts Platz 2 erreichte. Es wurde live bisher nur ein einziges Mal auf einer Emma-Gaala  präsentiert.

## Mitglieder
- Antti Eräkangas (* 8. März 1970 in Espoo) ist der Gitarrist der Band und zudem auch als Produzent (u. a. für Kwan und Pikku G) aktiv. Früher spielte er bei der finnischen Pop-Rock-Band Killer.
- Amara Doumbouya (* 13. April 1975 in Abidjan, Elfenbeinküste) steht an den Turntables. Er ist CEO der Firma Finnish Urban Entertainment und Mitbegründer des R’n’B Cafe.
- Ossi Tidiane Ba alias „Tidjan“ (* 21. November 1978 in Helsinki) ist einer der beiden MC von Kwan.
- Mari Liisa Pajalathi alias „Mariko“ (* 15. März 1979 in Varkaus) ist ebenfalls MC. Sie spielte früher Violine und trat in Musicals auf. Im Frühjahr 2007 nahm sie an der zweiten Staffel von Tanssii Tähtien Kanssa, der finnischen Version von Strictly Come Dancing, teil und gewann diese mit Tanzpartner Aleksi Seppänen.
- Juho-Kustaa Sakari Kaukoniemi alias „Kusti“ (* 17. Dezember 1979 in Kemi) ist Bassist von Kwan und der Rockband Clarkkent.
- Risto Rikala (* 26. März 1979 in Kotka) ist der Schlagzeuger von Kwan.
- Tatu Alexis Viljami Ferchen (* 4. August 1975 in Kajaani) ist der Keyboarder von Kwan und der Popband Hemma Beast.

## Diskografie

### Alben
- Dynasty (April 2001, Universal Music Finnland)
- The Die Is Cast (Oktober 2002, Universal Music)
- Love Beyond This World (November 2004, Universal Music)
- Little Notes (März 2006)

### Singles
- Padam (2001)
- Microphoneaye (2001)
- Late (2001)
- Rock Da House (2001)
- The Die Is Cast (2002)
- I Wonder (Promo-CD, 2002)
- Rain (2002)
- Shine (2002)
- Chillin’ At The Grotto (2002)
- Unconditional Love (2004)
- Decadence Of The Heart (2004)
- Sharks In The Bloody Waters (2004)
- Diamonds (2006)
- Tainted Love (2006)
- Little Note (2007)

## Auszeichnungen
Kwan hat bereits vier Emma Awards erhalten:
- Bestes Hip-Hop/Dance-Album 2001 für Dynasty[2]
- Beste Newcomer im Bereich Hip-Hop/Dance 2001[2]
- Bestes Hip-Hop/Dance-Album 2002 für The Die Is Cast[3]
- Bestes Pop-Album 2004 für Love Beyond This World[4]